# Sándor Popovics
Sándor Popovics (Keszthely, 22 juni 1939 – Roosendaal, 1 juli 2019) was een Hongaars voetballer en Hongaars-Nederlands voetbaltrainer.

## Spelersloopbaan
Toen Popovics, die uitkwam voor de Hongaarse club Újpest FC, in 1960 voor een voetbalwedstrijd in Oostenrijk verbleef, besloot hij om niet terug te keren naar zijn geboorteland. Hij speelde vervolgens bij SpVgg Fürth in West-Duitsland en kwam uiteindelijk in Nederland terecht waar hij voor Sparta uitkwam.

## Carrièrestatistieken
| Seizoen         | Club            | Land            | Competitie      | Competitie | Competitie | Beker | Beker | Internationaal | Internationaal | Overig | Overig | Totaal | Totaal |
| Seizoen         | Club            | Land            | Competitie      | Wed.       | Dlp.       | Wed.  | Dlp.  | Wed.           | Dlp.           | Wed.   | Dlp.   | Wed.   | Dlp.   |
| --------------- | --------------- | --------------- | --------------- | ---------- | ---------- | ----- | ----- | -------------- | -------------- | ------ | ------ | ------ | ------ |
| 1963/64         | Sparta          | Nederland       | Eredivisie      | 5          | 0          | 1     | 0     | 0              | 0              | 0      | 0      | 6      | 0      |
| 1964/65         | FC Zaanstreek   | Nederland       | Tweede divisie  | –          | 0          | –     | 0     | 0              | 0              | 0      | 0      | –      | 0      |
| 1965/66         | FC Zaanstreek   | Nederland       | Tweede divisie  | –          | 3          | –     | 0     | 0              | 0              | 0      | 0      | –      | 3      |
| Carrière totaal | Carrière totaal | Carrière totaal | Carrière totaal | –          | 3          | –     | 0     | 0              | 0              | 0      | 0      | –      | 3      |

## Trainersloopbaan
Zijn professionele trainerscarrière begon hij bij SVV. Hij was van 1981 tot 1983 trainer bij KSV Waregem in België en stapte vervolgens over naar De Graafschap, waar hij twee keer achter elkaar net promotie misliep. De laatste keer in een wedstrijd tegen N.E.C., waar hij kort daarvoor een contract had getekend. Popovics was daarna coach van SC Cambuur, Excelsior, Eindhoven en MTK Boedapest in Hongarije. 
Na zijn trainersloopbaan werd hij hoofdscout bij achtereenvolgens RBC Roosendaal en NAC Breda.
In het seizoen 2010/2011 was Popovics kortstondig trainer van RBC Roosendaal. Hij zou hier bijgestaan worden door Peter van Vossen en Eric Hellemons, maar nam na zes dagen ontslag.

## Privé
In 1970 werd hij tot Nederlander genaturaliseerd. Hij huwde de ex-vrouw van Theo Laseroms en is de schoonvader van Gábor Babos. Popovics overleed op 1 juli 2019 op 80-jarige leeftijd in een verzorgingstehuis in Roosendaal. Hij leed aan de ziekte van Alzheimer.